# كازويا أندو
كازويا أندو (باليابانية: 安藤 一哉) (مواليد 15 يوليو 1997) هو لاعب كرة قدم ياباني.

## وصلات خارجية
- كازويا أندو على موقع رابطة كرة القدم اليابانية للمحترفين (اليابانية)
- كازويا أندو على موقع قاعدة بيانات كرة القدم.إي يو (الإنجليزية)
- كازويا أندو على موقع Soccerway.com (الإنجليزية)